# Conclave de 1342
El Conclave de 1342 va ser el tercer Conclave de l'anomenat Papat d'Avinyó i el segon celebrat a Avinyó. En resultà elegit el Papa Climent VI, que succeí al Papa Benet XII.

## Mort de Benet XII
El papa Benet XII va morir el 25 d'abril de 1342. A l'inici del seu pontificat desitjava tornar d'Avinyó a Roma i per això havia destinat quantitats substancials per a la reparació de Basílica de Sant Pere del Vaticà i Sant Joan del Laterà en un moment de gran inestabilitat a Itàlia i sobretot a Roma. No obstant això, aviat vaig abandonar aquests plans i va començar la construcció del Palau papal d'Avinyó. A més a més, va traslladar progressivament una important part de l'arxiu del Vaticà, motiu pel qual va guanyar suports al Col·legi Cardenalici. Dominat pels francesos, la Cúria Pontifícia era reticent a tornar al Riu Tíber.

## Participants
El Conclave va comptar amb la presència de 18 dels 19 Cardenal que hi havia en aquell moment.
Onze electors havien estat creats cardenals per Joan XXII, sis per Benet XII i un per Climent V. Catorze eren francesos, tres italians i un espanyol. El Camerlenc va ser Gasbert de Valle, Arquebisbat de Narbona, nebot de Joan XXII, que no era cardenal.
| Elector                      | Títol                                 | Elevat                 | Elevador       | Notes                                                                         |
| ---------------------------- | ------------------------------------- | ---------------------- | -------------- | ----------------------------------------------------------------------------- |
| Pierre Desprès               | Bisbe de Palestrina                   | 20 desembre 1320       | John XXII      | Degà del Col·legi Cardenalici; Vice-Canceller de l'Església Catòlica          |
| Bertrand du Pouget           | Bisbe d'Ostia i Velletri              | 17 desembre 1316       | Joan XXII      | Nebot de Joan XXII                                                            |
| Jean-Raymond de Comminges    | Bisbe de Porto i Santa Rufina         | 18 desembre 1327       | Joan XXII      |                                                                               |
| Annibaldo di Ceccano         | Bisbe de Frascati                     | 18 desembre 1327       | Joan XXII      |                                                                               |
| Pedro Gómez de Barroso       | Bisbe de Sabina                       | 18 desembre 1327       | Joan XXII      |                                                                               |
| Imbert du Puy                | Sacerdot de SS. XII Apostoli          | 18 desembre 1327       | Joan XXII      | Protoprevere i Camarlenc del Col·legi Cardenalici Cardenal nebot de Joan XXII |
| Hélie de Talleyrand-Périgord | Sacerdot de S. Pietro en Vincoli      | 25 maig 1331           | Joan XXII      | Cardenal-protector de l'Orde dels Franciscans                                 |
| Pierre Bertrand              | Sacerdot de S. Clemente               | 20 desembre 1331       | Joan XXII      |                                                                               |
| Gozzio Battaglia             | Sacerdot de S. Prisca                 | 18 de desembre de 1338 | Benet XII      |                                                                               |
| Bertrand de Déaulx           | Sacerdot de S. Marco                  | 18 desembre 1338       | Benet XII      |                                                                               |
| Pierre Roger, O.S.B.         | Sacerdot de SS. Nereo ed Achilleo     | 18 desembre 1338       | Benet XII      | Elegit Papa Climent VI                                                        |
| Guillaume Tribunal, O.Cist.  | Sacerdot de SS. IV Coronati           | 18 desembre 1338       | Benet XII      | Nebot de Joan XXII                                                            |
| Bernard d'Albi               | Sacerdot de S. Ciriaco alle Terme     | 18 desembre 1338       | Benet XII      |                                                                               |
| Guillaume d'Aure, O.S.B.     | Sacerdot de S. Stefano al Monte Celio | Gener 1339             | Benet XII      |                                                                               |
| Raymond Guillaume des Farges | Diaca de S. Maria Nuova               | 19 desembre 1310       | Papa Climent V | Protodiaca del col·legi Cardenalici; nebot de Joan XXII                       |
| Gaillard de la Mothe         | Diaca de S. Lucia en Silice           | 17 desembre 1316       | Joan XXII      |                                                                               |
| Giovanni Colonna             | Diaca de S. Angelo en Pescheria       | 18 desembre 1327       | Joan XXII      |                                                                               |
| Gauscelin de Jean            | Bisbe d'Albano                        | 17 de desembre de 1316 | Joan XXII      | Penitenciari major; nebot de Joan XXII                                        |

### Absents
| Elector               | Cardinalatial Títol         | Elevat                 | Ascensor  | Notes                              |
| --------------------- | --------------------------- | ---------------------- | --------- | ---------------------------------- |
| Bertrand de Montfavez | Diaca de S. Maria en Aquiro | 17 de desembre de 1316 | Joan XXII | Arxipreste de Sant Joan del Laterà |

## L'elecció de Climent VI
El Conclave va començar el 5 de maig i va durar només dos dies. El 7 de maig per unanimitat va ser escollit el cardenal Pierre Roger, antic canceller del rei de França Felip VI. L'elegit va prendre el nom de Climent VI el 19 de maig, i va ser solemnement coronat a la Catedral pel cardenal Raymond Guillaume des Farges.